# Magnoliales
Magnoliales је један од филогенетски најстаријих редова скривеносеменица. 
Системи класификације APG (1998) и APG II (2003) овај ред сматрају базалним скривеносемницама, издвојеним из дикотиледоних биљака. 